# グロスター グラディエーター
グロスター グラディエーター
イギリス空軍のマーキングが施されたグラディエーター
- 分類：戦闘機
- 設計者：ヘンリー・フォーランド
- 製造者：グロスター・エアクラフト
- 初飛行：1934年9月12日[1]
- 生産数：747[1]
- 運用開始：1937年2月
- 退役：1953年（ポルトガル）
- 運用状況：退役
- 原型機：グロスター ガントレット（英語版）

グロスター グラディエーター（Gloster Gladiator）は、イギリスのグロスターが製作した複葉戦闘機。第二次世界大戦の初期にも戦闘に使われた。艦上機への改造もなされ、そちらはシーグラディエーターと呼ばれた。グラディエーターとは剣闘士の意味。

## 概要
グラディエーターは1930年にイギリス空軍が出した仕様書F.7/30に基づいて開発された機体で、当時使用されていたどの戦闘機よりも高速で強力な武装を装備した機体が求められていた。F.7/30では蒸気冷却式のロールス・ロイス ゴスホークエンジンの使用が求められていたが、グロスター社では自社製の戦闘機であるゴーントレットを発展させた空冷星型エンジン装備の機体を開発することにし、H.P.フォーランドを主任として設計に着手した。試作機は1934年に初飛行したが、テストの結果は優秀で最大速度は389km/hを記録した。ゴスホークは失敗作で、ゴスホークを搭載しなかった本機のみが唯一、1935年7月に制式採用された。翌年から部隊配備が開始されたが、一定数が揃って部隊で運用開始されたのは1937年1月からである。ちなみにホーカー ハリケーンの最初の装備部隊（第111飛行中隊）への配備開始は1937年12月だった。
本機は胴体の前半が金属製で、密閉式の風防を装備するなど複葉機としては進歩的な構造の機体だった。同世代の戦闘機としては、日本の九五式艦上戦闘機、ドイツのAr 68、アメリカのF3Fなどがあった。実用化された時点では既にホーカー ハリケーンの生産が開始され、スーパーマリン スピットファイアも審査中という状況だったため、時代遅れと看做されたグラディエーターの生産数は1940年までで合計744機にとどまり、生産機の1/3以上は他国への輸出、譲渡に回されることとなった。

## 戦歴

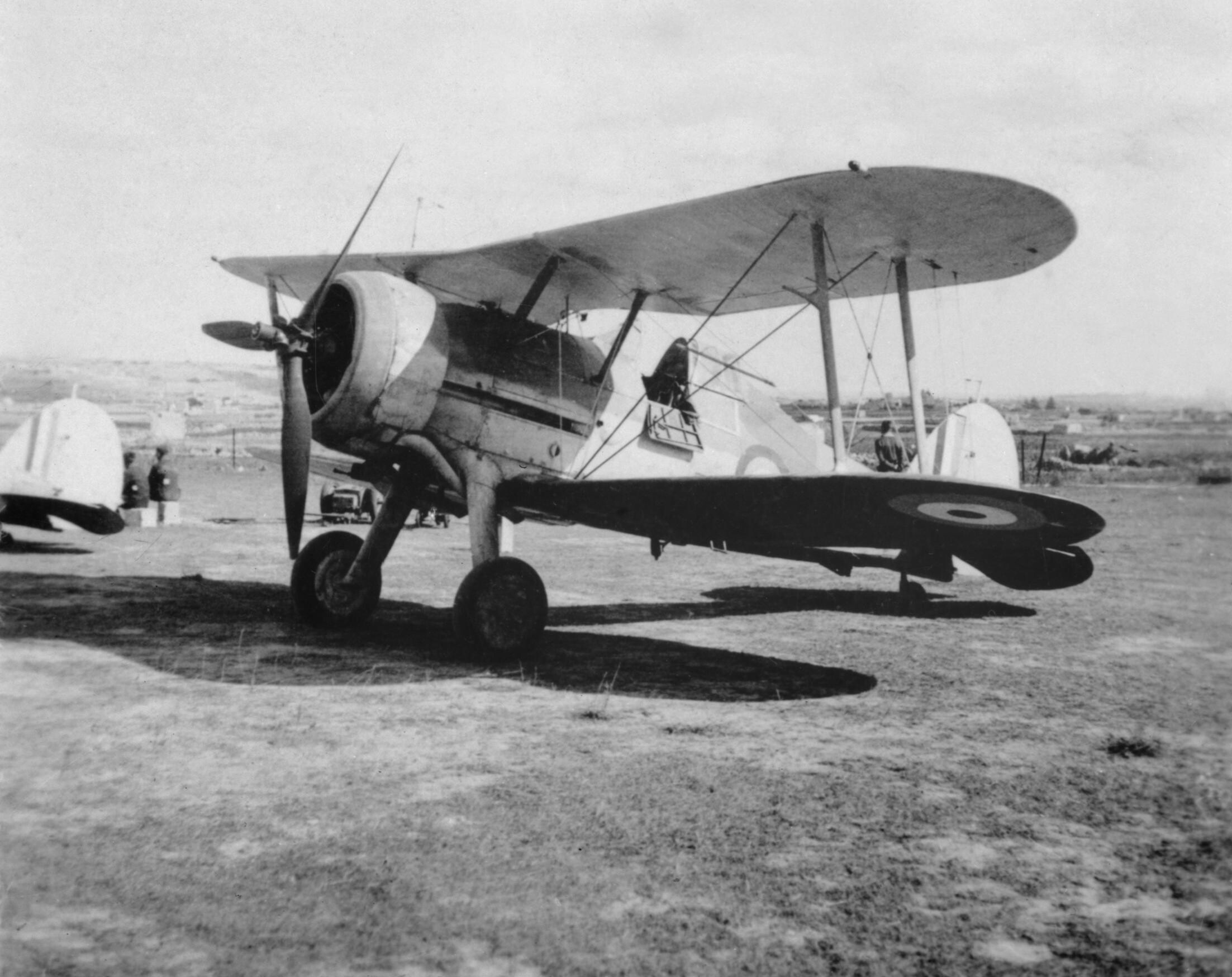
マルタ島のグラディエーター

第二次世界大戦が始まると、フランス・ノルウェー・フィンランドで戦闘に参加して、いくつかの戦場で戦果をあげることもあったが、すべての点で近代的なドイツ機に劣った。そのため損害も多く、フランスに展開していた部隊は早々とイギリス本国に引き上げることとなった。北アフリカやマルタ島防衛戦などでイタリア空軍に対しては、相手の主力戦闘機が同じ複葉機であるCR.42だったこともあって一定の活躍を見せた。特にマルタ島では数機のグラディエーターのみが防空を担っていた時期もあったが、SM.79爆撃機を多数撃墜しているほか、格上のMC.200も撃墜記録に含まれている。1941年にはほとんどが新しい機種と交替したが、北アフリカ方面では、ごく少数機が1942年以降も使用された。
この他、1938年1月には中華民国が36機のMk.1を配備して日本軍との戦闘に用いたが、高性能の九六式艦上戦闘機や九七式戦闘機の相手ではなく翌1939年に退役した。

## シーグラディエーター
1935年を過ぎても空母に搭載する艦上戦闘機が旧式の機体しかなかったイギリスでは、手っ取り早くグラディエーターを艦上戦闘機化することを計画した。1938年に採用された艦上戦闘機型はシーグラディエーターと名付けられたが、陸上型との違いは、着艦フックの装備、カタパルト射出装置の装備、救命筏の装備程度のものだった。1939年から部隊配備が始まり、ノルウェーや地中海方面で援護や哨戒任務に従事した。海上には手強い対戦相手がいなかったこともあってそこそこ活躍できたが、1940年にはグラマン　マートレットと交替して退役した。生産数は98機であった。

## スペック

グラディエーター Mk.I

出典: https://www.baesystems.com/en/heritage/gloster-gladiator
グラディエーター Mk.II
- 乗員: 1
- 全長: 8.4 m
- 全高: 3.2 m
- 翼幅: 9.8 m
- 翼面積: 30m2
- 空虚重量: 1,560 kg
- 最大離陸重量: 2,206 kg
- 動力: ブリストル マーキュリー（英語版） VIIIA 9気筒空冷星型エンジン、 （830 hp）   × 1

性能
- 最大速度: 414 km/h
- 航続距離: 710 km
- 実用上昇限度: 10,200 m
- 上昇率: 670 m/min

武装
- 4 × 7.7 mm ブローニング機関銃

## 派生型

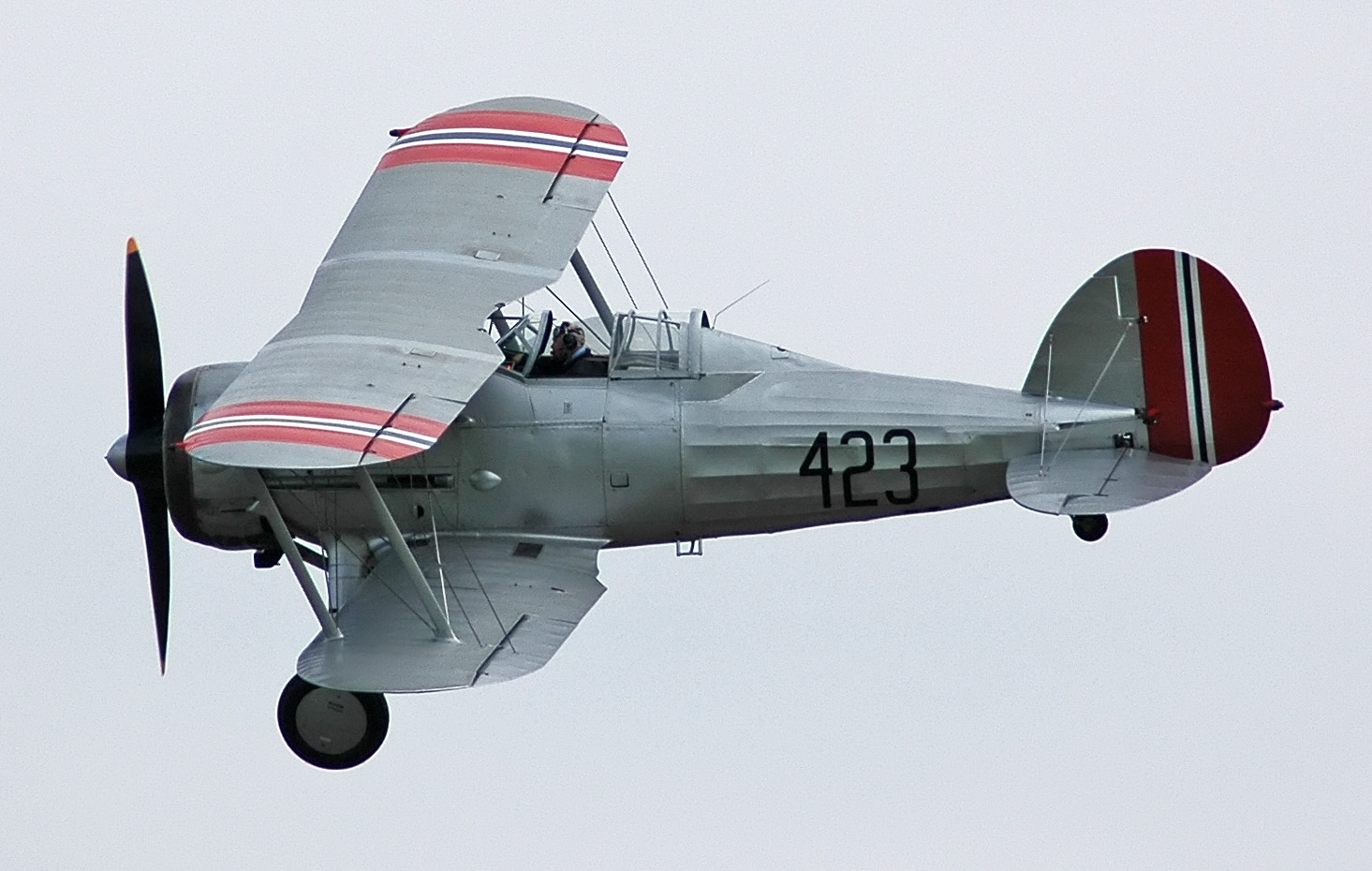

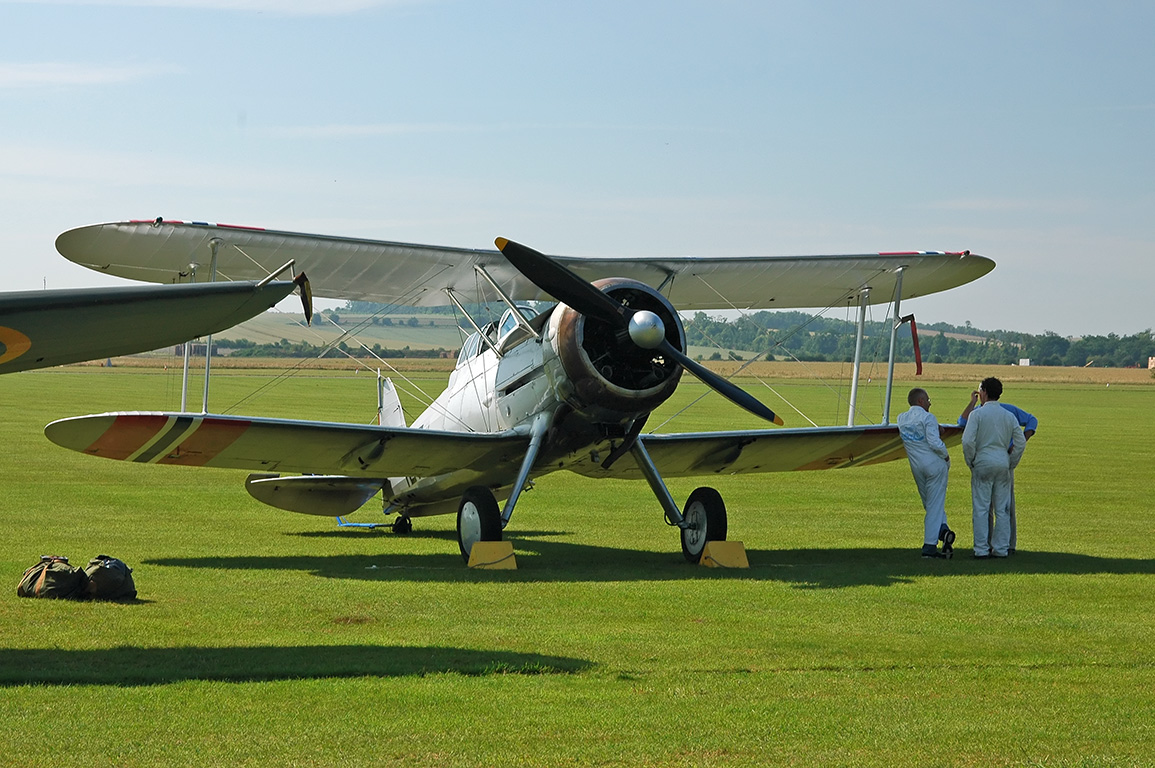

SS.37
試作機。1機。
グラディエーター Mk.I
単発空冷ブリストル・マーキュリーエンジンIX（830馬力）を採用。木製ワッツ２翅プロペラ装備。総生産数371機。
J8
Mk.Iのスウェーデン空軍用モデル。37機。
グラディエーター Mk.II
単発空冷ブリストル・マーキュリーエンジンVIIIAまたはVIIIAS（830馬力）を採用。金属製フェアリーリード３翅プロペラ装備。総生産数258機。
J8A
Mk.IIのスウェーデン空軍用モデル。18機。
シー・グラディエーター
イギリス海軍が使用。金属製フェアリーリード３翅プロペラ装備。総生産数98機(38機は既製のグラディエーターからの改造)。

## 登場作品

### ゲーム
『鋼鉄の咆哮 ウォーシップコマンダー』
イギリス型の航空機として登場。初期から購入可能でとなっている。
『紺碧の艦隊2 ADVANCE』
イギリスの戦闘機として登場。
『ブレイジングエンジェル2 シークレット・ミッション・オブ・WWII』
イギリスの戦闘機として登場。